# Scener
Scener — второй студийный сольный альбом шведского поп-рок-музыканта Пера Гессле, изданный 25 октября 1985 года. В шведском чарте альбом занял 39-е место, таким образом став самым провальным сольным релизом Гессле.
В записи альбома принимала участие певица Анне-Ли Риде, для которой Гессле написал несколько песен (например, «Segla pa ett moln»), а также Мари Фредрикссон, с которой в 1986 году Гессле запишет первый альбом Roxette.

## Список композиций

### Сторона A
1. Galning (4:17)
2. Rickie Lee (дуэт с Моникой Тёрнелл) (2:58)
3. Lycklig en stund (2:20)
4. Väntat så länge (4:40)
5. Inte tillsammans, inte isär (3:01)
6. Viskar (3:51)

### Сторона B
1. Blå december (5:31)
2. Den tunna linjen (2:50)
3. Kapten (4:55)
4. Speedo (3:17)
5. Scen (0:42)
6. Om jag en dag (5:26)[3]

1 сентября 1994 года альбом был перевыпущен на CD. На диск вошли 4 бонус-трека:
1. Tänd ett ljus (3:54)
2. Ute på landet (3:18)
3. Mandolindagar (3:16)
4. Farväl Angelina (3:43)[4]

## Музыканты
- Пер Гессле: вокал, гитара, клавишные, синтезатор
- Эрик Борелиус, Нане Квилльсатер, Йанне Ульдеус, Перре Сирен: гитара
- Матс МП Перссон: гитара, клавишные, синтезатор, орган
- Йоран Фритцон: синтезатор
- Эрик Странд: аккордеон
- Андерс Херрлин: басс, синтезатор
- Йанне Клинг: флейта
- Эрик Хойслер: тенор и сопрано-саксофон
- Кристина Пухлингер: арфа
- Мике Андерссон, Рольф Алекс: ударные, перкуссия
- Алле-Ли Риде, Мари Фредрикссон, Моника Торнелл: вокал[5]

## Синглы
Второй сингл из альбома на песню «Galning» вышел 24 сентября 1985 года.

## Песни, не вошедшие в альбом
Пер Гессле написал песни «Ingen annan» и «Hoppas» для данного альбома, однако они не вошли в финальную версию. Спустя сорок лет, он переписал часть слов этих песен, но оставил оригинальную музыку и записал обе композиции для своего сольного альбома Sällskapssjuk (2024).